# Ulrichsberg

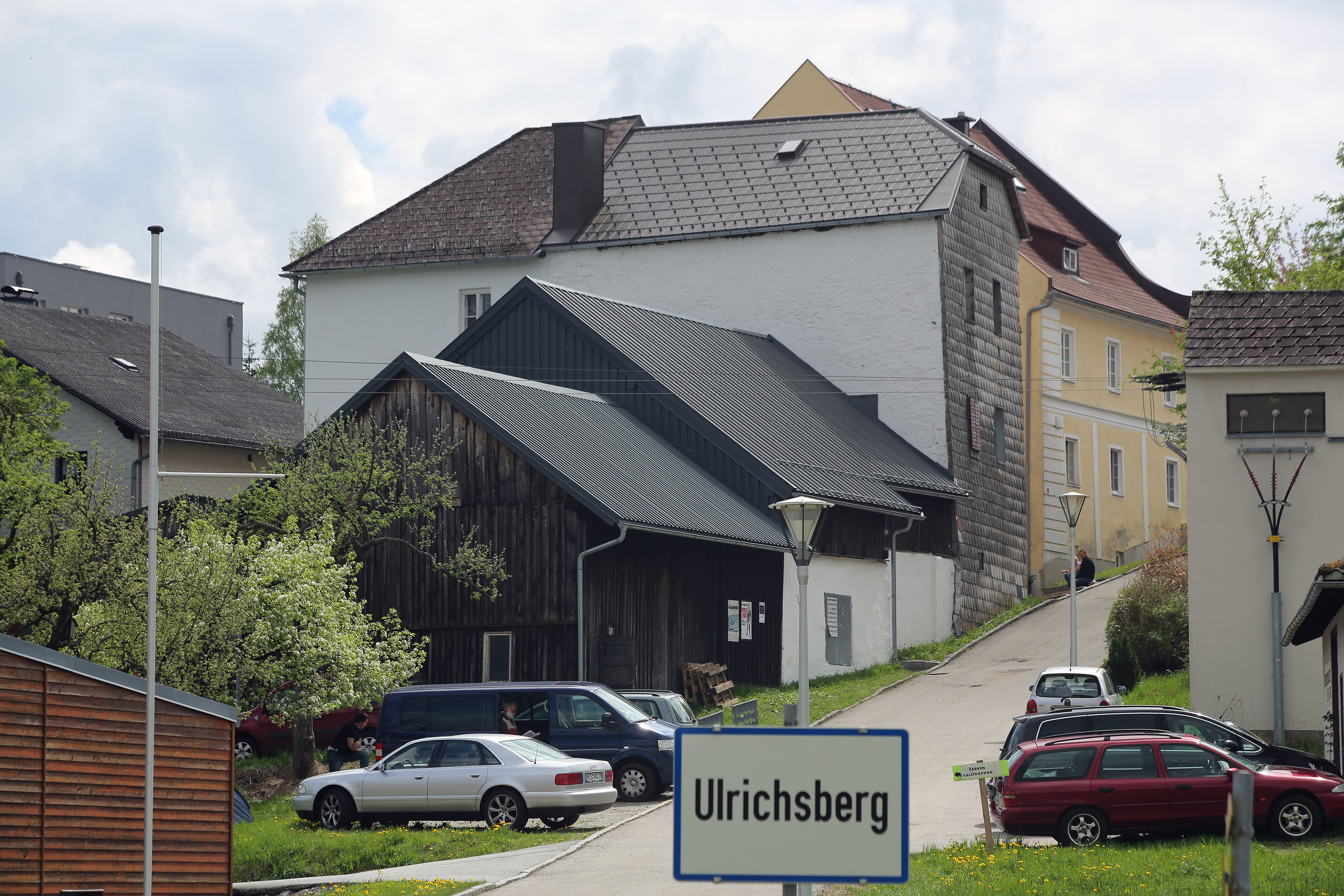
Jazzatelier Ulrichsberg

Ulrichsberg es una localidad del distrito de Rohrbach, en el Estado de Alta Austria, Austria. Tiene una población estimada, a principios de 2021, de 2846 habitantes. 
Se encuentra ubicada al norte del Estado, cerca de la frontera con Alemania y República Checa, y a poca distancia al norte del río Danubio.

## Galería

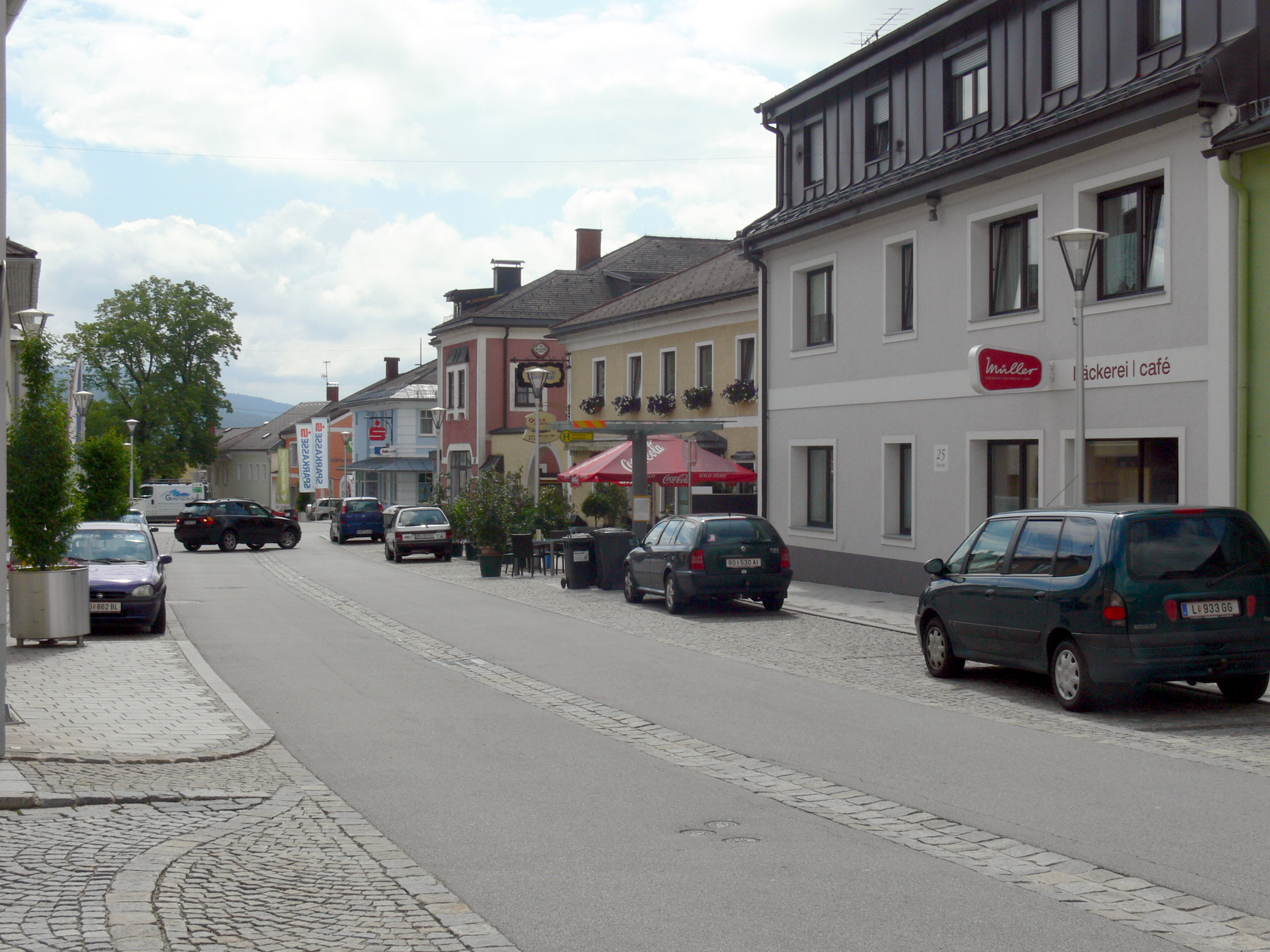
Hauptstraße

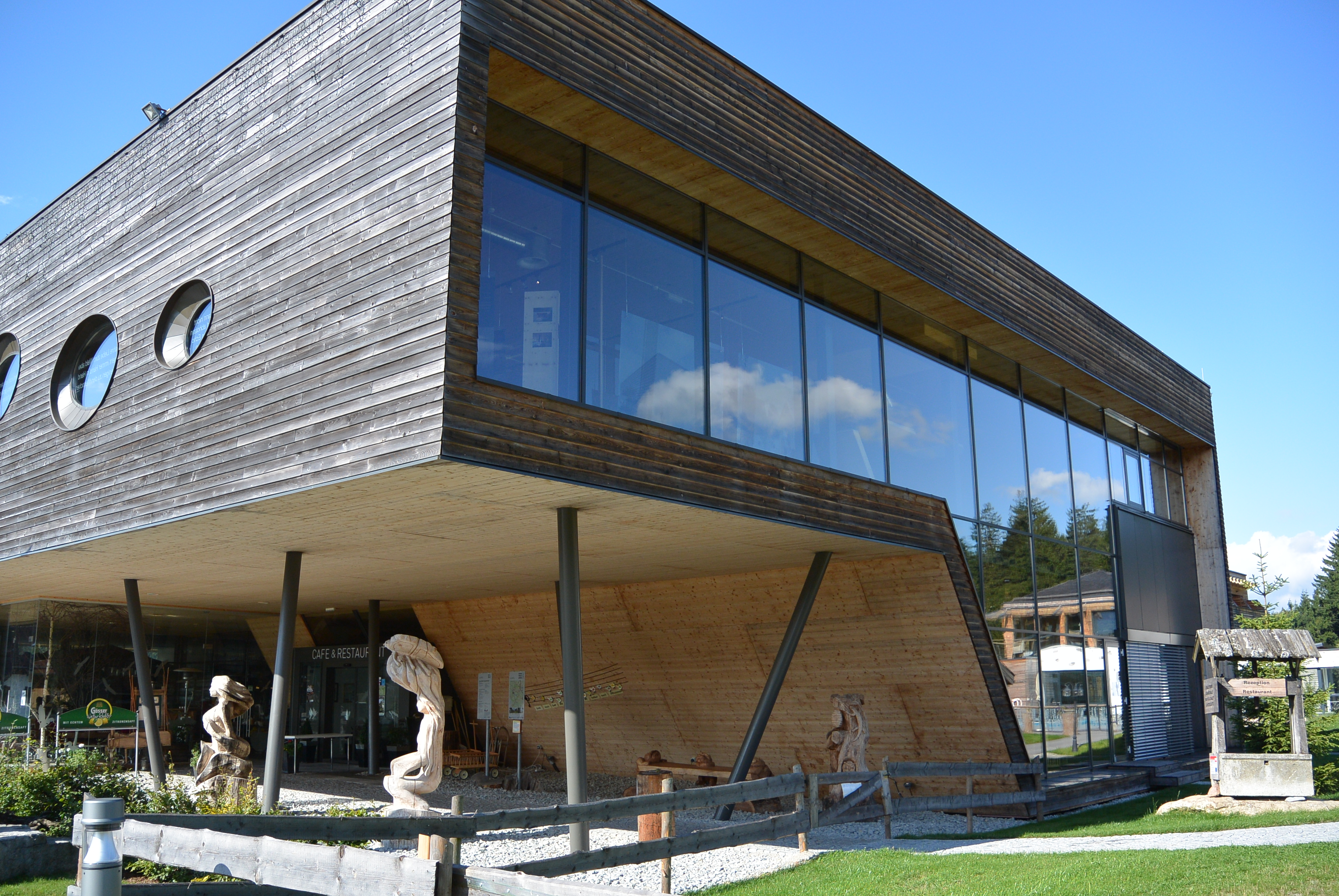
Hotel INNs Holz